# Elia da Cortona
Frate Elia da Cortona, o Elia da Assisi, al secolo Elias Bonusbaro (Buonbarone) (Assisi, 1178 – Cortona, 22 aprile 1253), è stato un francescano e politico italiano, molto vicino a san Francesco, del quale era stato uno dei primi seguaci.
Ebbe anche un importante ruolo politico come amico e consigliere di Federico II di Svevia, dal quale ricevette delicati incarichi diplomatici. Non riuscì, però, nel suo intento di riconciliare i poteri universali, Papato e Sacro Romano Impero; anzi, il suo impegno politico gli costò una scomunica che fu resa pubblica ed effettiva nel 1240. Un suo riavvicinamento al papato si ebbe solo dopo la morte di Federico II, avvenuta nel 1250.
Suo principale oppositore, all'interno dell'ordine francescano, fu Aimone da Faversham.
Una tradizione cronachistica a lui sostanzialmente avversa lo indica anche come dedito a pratiche alchemiche, ed in effetti gli è attribuita la stesura di alcuni trattati in lingua latina sull'argomento, tra cui il Lumen luminum. L'accusa potrebbe aver strumentalizzato questo suo interesse in chiave propagandistica anti-ghibellina per la sua vicinanza con l'Imperatore.

## Biografia

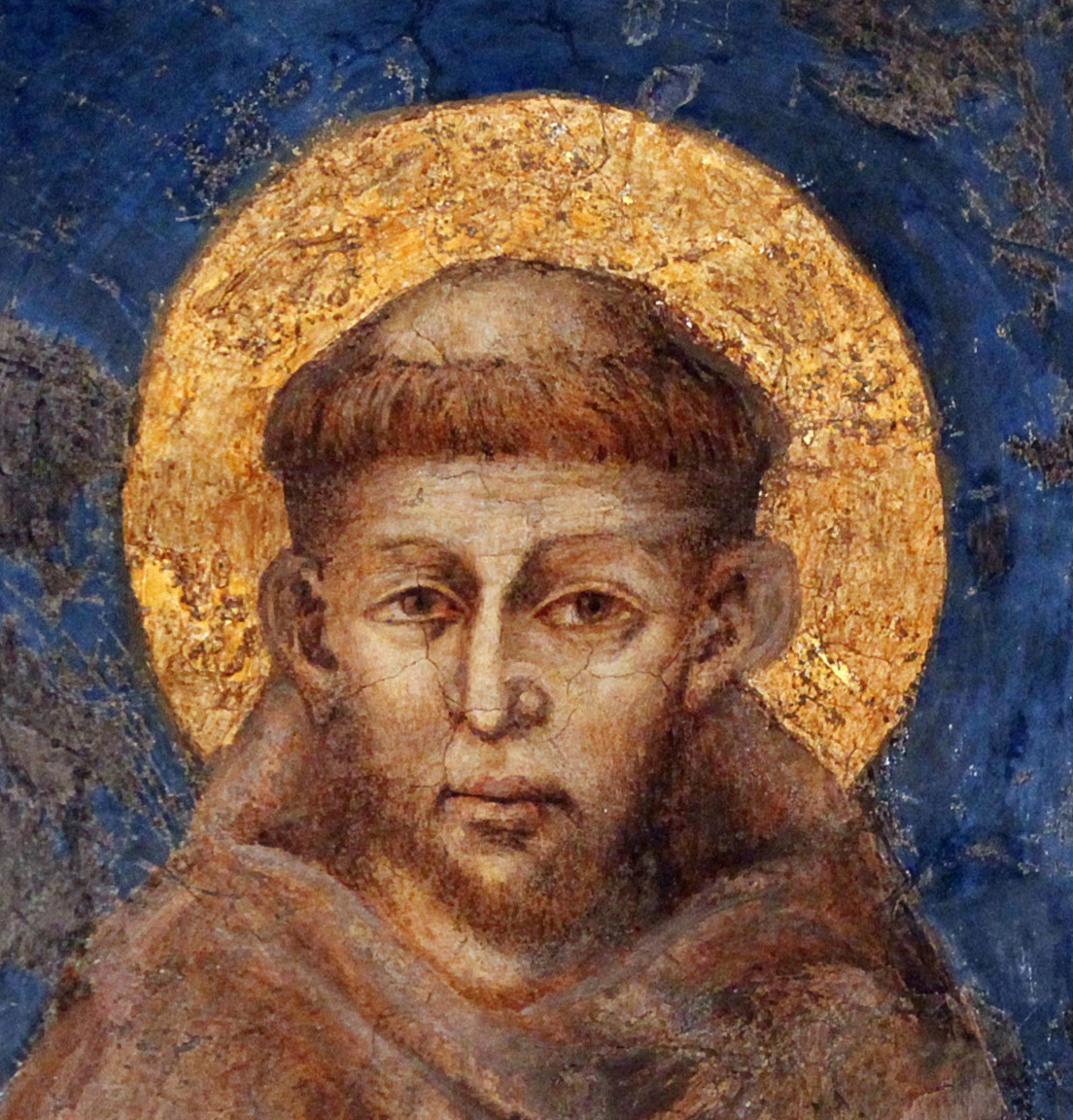
San Francesco, di cui frate Elia fu amico e successore al vertice dell'ordine

### A fianco di san Francesco
Elia aveva abbracciato l'ordine dopo aver completato impegnativi studi giuridici. Tenuto in gran conto da Francesco, ne ricevette numerosi incarichi che portò avanti con notevoli capacità e con piglio rimarchevole, fino a qualche contrasto con il futuro santo e altri compagni.
Tra gli incarichi vi fu quello del vicariato generale dell'ordine, dal 1221 al 1227, durante il quale si attirò le simpatie di Ugolino di Anagni, il futuro papa Gregorio IX. Fu poi ministro generale dell'ordine dal 1232 al 1239, ricoprendo un ruolo importante nel promuovere la realizzazione della Basilica inferiore di Assisi. Fu il primo Ministro Provinciale di Toscana; il primo Ministro Provinciale di Terra Santa; il primo Ministro Generale dell'Ordine; fu il primo Custode del Sacro Convento, della Tomba di San Francesco e della Basilica, proclamata da Gregorio IX "Caput et Mater" di tutto l'Ordine Minoritico.

Riconoscendo l'importanza storica della sua opera, Tommaso da Celano nella sua Vita Prima racconta che San Francesco di Assisi poco prima di morire rivolse a Frate Elia, lì presente, queste parole: 

### Consigliere di Federico II

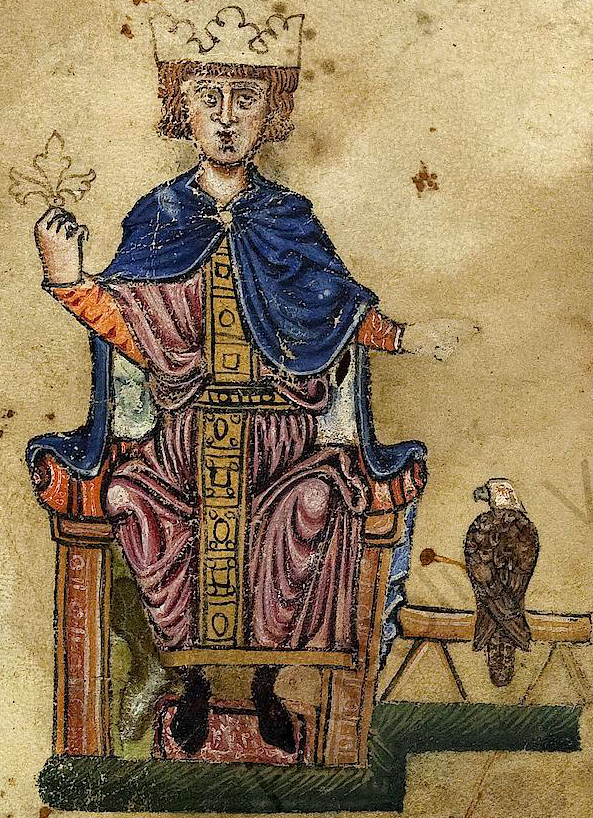
Federico II, da un manoscritto vaticano del De arte venandi cum avibus

Frate Elia è noto per aver voluto perseguire, dopo l'esperienza al vertice dei francescani, un ruolo politico di spicco quale moderatore nella diatriba che opponeva il Sacro romano impero e la Sede Apostolica. Molto stimato da Federico II di Svevia oltre che, come già detto, da papa Gregorio IX, Elia si propose di accorciare le distanze tra lo svevo e il papato: il suo incontro a Pisa con Federico II avvenne sul finire del 1239.
Questo avvicinamento costò anche a lui la scomunica, comminatagli da Gregorio IX, nonostante i precedenti benevoli rapporti con quest'ultimo. La stima di cui poteva godere non valse, infatti, a far deflettere papa Gregorio, che non volle recedere nemmeno di fronte alle spiegazioni che Elia cercò di opporre: la scomunica fu esplicitata nel 1240 e i buoni rapporti tra Elia e la Chiesa sarebbero ripresi solo poco prima della sua morte.
Poche settimane dopo la seconda scomunica a Federico II, Elia, sollevato per volere papale dal vertice dell'Ordine francescano, scelse di unirsi al novero dei consiglieri dell'imperatore svevo, del quale facevano parte altri pochi uomini vicini alla Chiesa sinceramente fedeli al sovrano: di provenienza ecclesiastica era il vescovo Berardo di Castagna, fedele fino alla morte, mentre di osservanza religiosa militante era il fidato cavaliere teutonico Ermanno di Salza. Elia fu investito da Federico II di incarichi diplomatici, come ad esempio nel 1243, quando fu in missione diplomatica nelle terre d'Oriente probabilmente presso l'imperatore di Nicea.
Ma non è improbabile, secondo David Abulafia, che Elia fosse anche l'ispiratore di quell'indirizzo ideologico con cui l'imperatore svevo controbatteva agli ingiuriosi libelli papali che lo esecravano come eretico: esprimendosi nelle forme della prosa «cesellata» di Pier della Vigna, Federico II auspicava un ritorno del papato alla semplicità del cristianesimo delle origini, che lo tenesse indenne dalle contese militari, del cui onere doveva invece farsi carico il «principe della pace in terra, l'imperatore romano».

#### Rapporti pregressi con l'imperatore
Salimbene de Adam, nella sua Cronica, afferma che il ricongiungimento tra i due personaggi era il risultato di un'amicizia che il frate coltivava da tempo, in segreto, con il nemico del papa.
Quanto affermato da Salimbene, cronista notoriamente sfavorevole all'imperatore, trova tuttavia ben pochi riscontri. Fra questi, vi è la famosa lunga missiva che Federico inviò al frate in occasione della traslazione a Marburgo del corpo della beata Elisabetta d'Ungheria (avvenuta il 17 maggio 1236, a un anno dalla sua beatificazione). In quella lettera, Federico II esaltava la figura religiosa della sua parente, impetrava le preghiere dei Francescani, ed esprimeva interesse e apprezzamento per l'Ordine. Le intenzioni del gesto, dichiarate dall'imperatore, erano esclusivamente religiose e alcuni storici vi hanno letto l'espressione di una sincera devozione. Non può escludersi però che il tenore della lettera soggiacesse a calcoli politici e diplomatici, in una sorta di captatio benevolentiae nei confronti del frate, nella cui persona intuiva un possibile alleato, ma anche nei confronti dei francescani, vicinissimi al papa, i quali, sparsi sul territorio e non reclusi in convento, fungevano spesso da cassa di risonanza alla propaganda del papato contro di lui.
Altro momento di contatto tra i due, riferito dalla stessa Cronica, è l'interessamento manifestato da Federico II in favore del padre di Salimbene, contrario all'ordinazione del figlio: in quell'occasione il sovrano aveva scritto a frate Elia chiedendo di restituire il figlio al padre.
Un'altra menzione di tali rapporti, risalente allo stesso cronista, era stato l'invio di Elia in missione diplomatica di papa Gregorio IX presso l'imperatore, nel 1238, al fine di trattare una tregua con le città italiane pochi mesi dopo la Battaglia di Cortenuova del 1237, in cui lo svevo aveva sbaragliato la Lega Lombarda e si era impadronito del Carroccio. La missione, apparentemente senza esito, si inquadra comunque in una fitta serie di analoghe iniziative diplomatiche di cui furono incaricati francescani e domenicani.

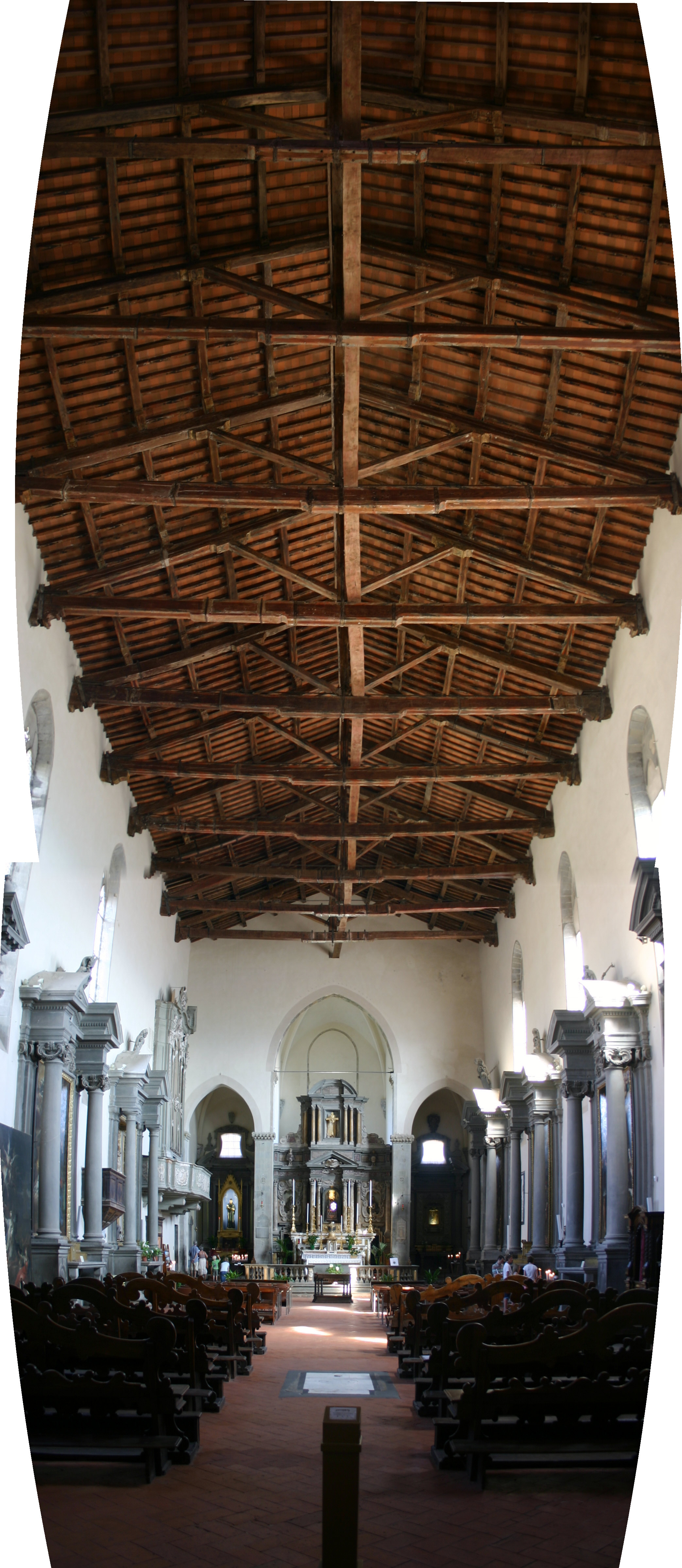
Chiesa di San Francesco a Cortona, voluta da Elia

### Ritiro a Cortona e morte
Essendo in declino il suo disegno politico, e affievolitosi il suo ascendente politico sul papato, Elia si ritirò a Cortona, dove si adoperò per la costruzione della chiesa di San Francesco, nella quale egli fece conservare una reliquia della vera Croce, riportata con sé dal viaggio a Bisanzio, avendola probabilmente avuta in dono da Baldovino II, ultimo imperatore latino di Costantinopoli.
Il riavvicinamento al papato avvenne solo dopo la morte dell'imperatore Federico II, avvenuta nel 1250, quando ormai anch'egli era sul finire della sua vita: frate Elia morì infatti meno di tre anni dopo lo svevo, a Cortona, il 22 aprile 1253.

### Pratiche alchemiche
(Giovanni Mario Crescimbeni, Comentarii del canonico Gio. Mario Crescimbeni custode d'Arcadia intorno alla sua istoria della volgar poesia, vol. II, parte II, pag. 11, Roma, per Antonio de Rossi, 1710)

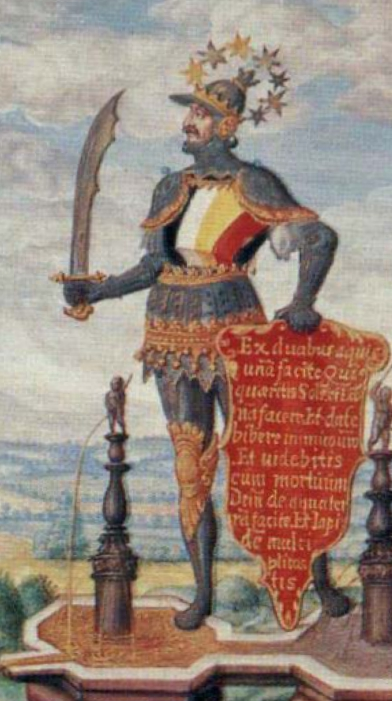
Tavola 3 dello Splendor Solis (1582), che raffigura un guerriero ermetico con la mano su uno scudo sul quale è inciso, a caratteri d'oro, un sonetto in latino di Frate Elia.

Alcune fonti sostanzialmente a lui ostili, come il già citato Salimbene, ma anche l'Historia septem tribulationum di Angelo Clareno, indicano Frate Elia come interessato alla pratica e alla teoria dell'alchimia, campo nel quale, secondo Salimbene, avrebbe subito l'influenza profonda di Bonaventura da Iseo: al periodo in cui fu parte della cerchia sveva, gli vengono attribuite alcune opere alchemiche, tra cui anche un trattato in sei libri, dal titolo Lumen luminum, ispirato al Libro degli allumi e dei sali e ai formulari del Corpus Hermeticum di Ermete Trismegisto, lo stesso retroterra di fonti a cui si era rifatto Michele Scoto, altro alchimista della corte federiciana.
L'opera sarebbe stata composta presso la corte fridericiana, quindi dopo la deposizione dal vertice dell'ordine nel 1239. Le attribuzioni di manoscritti che nascono da tale tradizione potrebbero essere spurie, secondo alcuni in quanto frutto della propaganda papale anti-ghibellina, esercitatasi nei suoi confronti dopo il suo decisivo avvicinamento alla corte di Federico II, ma secondo altri attesterebbero un reale interesse di Elia per l'alchimia.
A frate Elia infatti è anche attribuito un trattato perduto a cui fa riferimento il Crescimbeni, poi un Vade mecum in linguaggio ermetico, un De Secretis Naturis, ed alcuni poemetti in volgare, in cui si allude a pratiche metallurgiche per produrre la pietra filosofale, come il celebre Solve et coagula:
voi che cercate fare Sole et Luna

delle doi acque prenderete l'una

qual più ve piace fate quel che hio dico. [...]»
(Frate Elia)

## Iconografia
Nulla è sopravvissuto che possa definirsi un vero e proprio ritratto di frate Elia: il ritratto dal vero presogli da Giunta Pisano nel 1236, presente nel cosiddetto Crocifisso di Frate Elia, è sparito infatti nel 1624.
Si ritiene tuttavia che la replica seicentesca presente nel municipio di Assisi sia più o meno una copia dell'originale: Elia vi è rappresentato come una persona di corporatura piccola e magra, capelli scuri e barba ben curata, un'espressione melanconica sul viso e un copricapo armeno sulla testa.